# علي ناصر علي حسن
علي ناصر علي حسن (ولد في 23 نوفمبر 1996 في الرياض، المملكة العربية السعودية) لاعب كرة قدم يمني يجيد اللعب في مركز الوسط المدافع. يلعب حاليا لصالح الرفاع الشرقي الذي ينافس في الدوري البحريني الممتاز منذ 1 يوليو 2021.
خاض أول مبارياته رفقة المنتخب اليمني أمام سريلانكا (16 نوفمبر 2024) وأستطاع تسجيل أول أهدافه الدولية في ثاني مباراة أمام نفس الخصم. 

## المسيرة الرياضية

### الأندية
في 1 يناير 2014 وقع علي مع سانتبويا الإسباني الذي يلعب في دوري الدرجة الثالثة - المجموعة الخامسة كاتالونيا (المستوى الرابع ضمن البطولات في إسبانيا). في موسمه الأول 2013-2014 ساهم في احتلال الفريق المركز الثامن عشر برصيد 40 نقطة من 38 مباراة بفارق نقطتين عن منطقة الأمان وبالتالي هبط إلى دوري الدرجة الممتازة الكاتالوني.
في موسمه الثاني 2014-2015 وفي بطولة دوري الدرجة الممتازة الكاتلوني (المستوى الخامس ضمن البطولات في إسبانيا) ساهم علي في احتلال سانتبويا المركز الثاني وبالتالي فشل في الصعود.
في موسمه الثالث 2015-2016 وفي بطولة دوري الدرجة الممتازة الكاتلوني (المستوى الخامس ضمن البطولات في إسبانيا) ساهم علي في احتلال سانتبويا المركز الثاني مجددا وبالتالي فشل في الصعود.
في موسمه الرابع 2016-2017 وفي بطولة دوري الدرجة الممتازة الكاتلوني (المستوى الخامس ضمن البطولات في إسبانيا) ساهم علي في تتويج سانتبويا بالبطولة بعدما تصدر الترتيب وليحقق علي أولى بطولاته الشخصية.
في موسمه الخامس 2017-2018 وفي بطولة دوري الدرجة الثالثة - المجموعة الخامسة كاتالونيا (المستوى الرابع ضمن البطولات في إسبانيا) ساهم في احتلال فريقه المركز الثالث عشر برصيد 48 مباراة من 38 مباراة بفارق 17 نقطة عن منطقة الهبوط وبالتالي ضمكن البقاء.
في موسمه السادس 2018-2019 شارك في بطولة دوري الدرجة الثالثة - المجموعة الخامسة كاتالونيا (المستوى الرابع ضمن البطولات في إسبانيا).
في 1 يناير 2019 انتقل علي من سانتبويا إلى الرفاع الشرقي في الدوري البحريني الممتاز في صفقة انتقال حر. في موسمه الأول 2018-2019 وفي بطولة الدوري الممتاز ساهم في احتلال فريقه المركز السادس برصيد 25 نقطة من 18 مباراة (13 نقطة من 10 مباريات فعلية) بفارق 10 نقاط عن منطقة الهبوط. وفي بطولة كأس الاتحاد البحريني ساهم في تتويج فريقه بالبطولة بعدما تغلب في المباراة النهائية على الأهلي 3-1 ليحقق ثاني بطولاته الشخصية. وفي بطولة كأس النخبة ساهم في وصوله إلى الدور النصف النهائي عندما خسر من المحرق 0-3 في الدور النصف النهائي.
في موسمه الثاني 2019-2020 وفي بطولة الدوري الممتاز ساهم علي في احتلال الرفاع الشرقي المركز الخامس برصيد 25 نقطة من 18 مباراة بفارق 9 نقاط عن منطقة الهبوط. وفي بطولة كأس ملك البحرين ساهم في وصوله إلى الدور الربع النهائي عندما خسر من الرفاع 4-5 بركلات الترجيح بعد تعادلهما 3-3 في مجموع المباراتين. وفي بطولة كأس الاتحاد البحريني ساهم في وصول الفريق إلى الدور النصف النهائي عندما خسر من البسيتين 0-1.
في موسمه الثالث 2020-2021 وفي بطولة الدوري الممتاز ساهم علي في جمع الرفاع الشرقي 7 نقاط من 3 مباريات. وفي بطولة كأس ملك البحرين ساهم في وصول الفريق إلى الدور النصف النهائي بعدما تغلب على الحالة 2-1 في الدور الربع النهائي. وفي بطولة كأس الاتحاد البحريني ساهم في جمع الرفاع الشرقي 4 نقاط من مباراتين.
في 1 يناير 2021 انتقل علي من الرفاع الشرقي إلى سلافيا-موزير في الدوري البيلاروسي الممتاز في صفقة انتقال حر. في موسمه الأول 2021 وفي بطولة الدوري الممتاز ساهم في جمع سلافيا-موزير 9 نقاط في 14 مباراة. لعب علي مباراة واحدة وكان بديلا عندما دخل في الدقيقة 63 في المباراة التي انتهت بالتعادل الإيجابي 1-1. وفي بطولة كأس روسيا البيضاء ساهم في وصول الفريق إلى الدور الثمن النهائي بعدما تغلب على فولنا بينسك 1-0 في الدور الثالث.
في 1 يوليو 2021 انتقل على من سلافيا-موزير إلى الرفاع الشرقي في صفقة انتقال حر. في بطولة كأس السوبر البحريني خسر فريقه من الرفاع 3-4 بركلات الترجيح بعد التعادل 1-1. وفي بطولة دوري الدرجة الممتازة ساهم لويز فرناندو في احتلال فريقه المركز السادس برصيد 24 نقطة من 18 مباراة بفارق سبع نقاط عن منطقة الهبوط. وفي بطولة كأس ملك البحرين ساهم في وصول فريقه إلى المباراة النهائية عندما خسر من الخالدية بركلات الترجيح. وفي بطولة كأس الاتحاد البحريني خرج فريقه من دور المجموعات. وفي بطولة كأس الاتحاد الآسيوي ساهم في صعود فريقه إلى الدور النصف النهائي لمنطقة غرب آسيا عندما تصدر المجموعة الثالثة برصيد خمس نقاط من ثلاث مباريات.